# Tulasidas
Tulasidas, född 1532, död 1623, var en indisk vetenskapsman och poet. Han författade Ramacharitamanasa, en känd kommentar till Ramayana.